# 蒙特內 (阿肯色州)
蒙特內（英語：Monte Ne）是位於美國阿肯色州本頓縣的一個非建制地區。

## 地理
蒙特內所處的海拔為高於海平面346米（即1135英呎），而該地所採用的時區為UTC-6，即北美中部時區（CST）。同時該地設有夏令時間，為UTC-6調快一小時，即UTC-5（CDT）。